# باول موريل
باول موريل (بالإنجليزية: Paul Morrell)‏ هو لاعب كرة قدم بريطاني في مركز ظهير ‏، ولد في 23 مارس 1961 في بول في المملكة المتحدة. لعب مع نادي بورنموث ونادي سالزبري سيتي ونادي ويموث.